# Gran Turismo 5
Gran Turismo 5 (グランツーリスモ 5, Guran Tsūrisumo Faibu) é o quinto jogo da série Gran Turismo, desenvolvido pela Polyphony Digital. Ele foi a primeira das principais séries de recurso à penúltima geração da consola Sony PlayStation, a PlayStation 3. Gran Turismo 5 foi o sucessor de Gran Turismo 5 Prologue, e o segundo jogo da série na PlayStation 3.
Segundo os desenvolvedores, o jogo tem os recursos de Gran Turismo 5 Prologue e outros novos, como física melhorada, corridas noturnas, danos externos a todos os veículos disponíveis, capotamentos, novos locais de corrida como Madri e Roma, comunidade online, carros da NASCAR, tecnologia 3D (necessário(s) equipamento(s) à parte), diferentes condições climáticas, entre outros. Haverá ainda duas classes de veículos: premium (com mais de 200 carros) e standard (com mais de 800). De acordo com o site oficial da série nos Estados Unidos, os carros premium, além de serem modelados com mais precisão que os standard, oferecerão também visão do seu interior (cockpit), a partir da qual será possível notar danos como deslocamento do painel.

## Jogabilidade

### Novos Recursos
Gran Turismo 5 é o primeiro jogo da série a apresentar um modelo de dano, com variações de dano dependendo se um veículo é um "Standard" ou "Premium" e variações do tempo que, no entanto estão disponíveis apenas em determinados circuitos. Além disso, novos efeitos visuais estão presentes, incluindo marcas de derrapagem dinâmica, a poeira e a capacidade para os motoristas a piscar os faróis. Um editor de curso foi adicionado que permite ao jogador criar novos circuitos usando ferramentas que geram aleatoriamente peças de acordo com determinadas especificações jogador selecionado, incluindo a quantidade de curvas, a hora do dia e a quantidade de setores. Há uma variedade de temas, os quais o jogador pode escolher para agir como uma base para cada desenho do circuito. Os temas também tem um efeito sobre a duração da faixa e maior elevação.

### Veículos

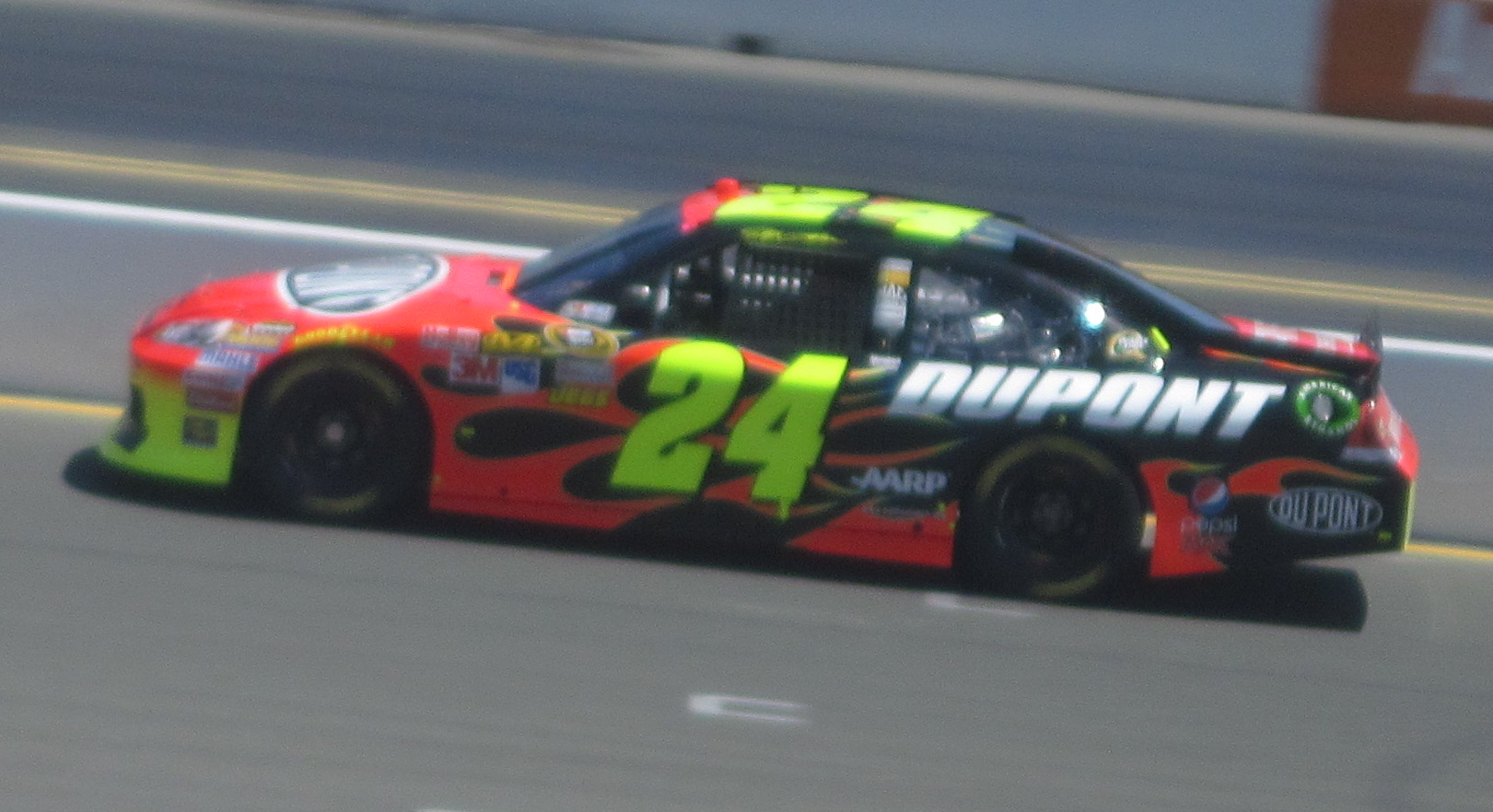
Carro de Jeff Gordon da NASCAR de 2011, um dos disponíveis no jogo.

O jogo conta com 1.063 carros, incluindo os carros extras e os oferecidos. Lamborghini e Bugatti fazem sua primeira aparição no jogo, após fazerem sua aparição no Gran Turismo para PSP.
Os carros no GT5 são separados em duas categorias, "Standard" e "Premium". Standard carros possuem faróis padrão, e modelagem de danos de base. Além disso, os carros convencionais apresentam pontos de vista da câmera interior simplificado. Os carros Premium tem recurso de faróis e luz alta / baixa, vista detalhada da câmera do interior, e danos detalhados.

### Circuitos

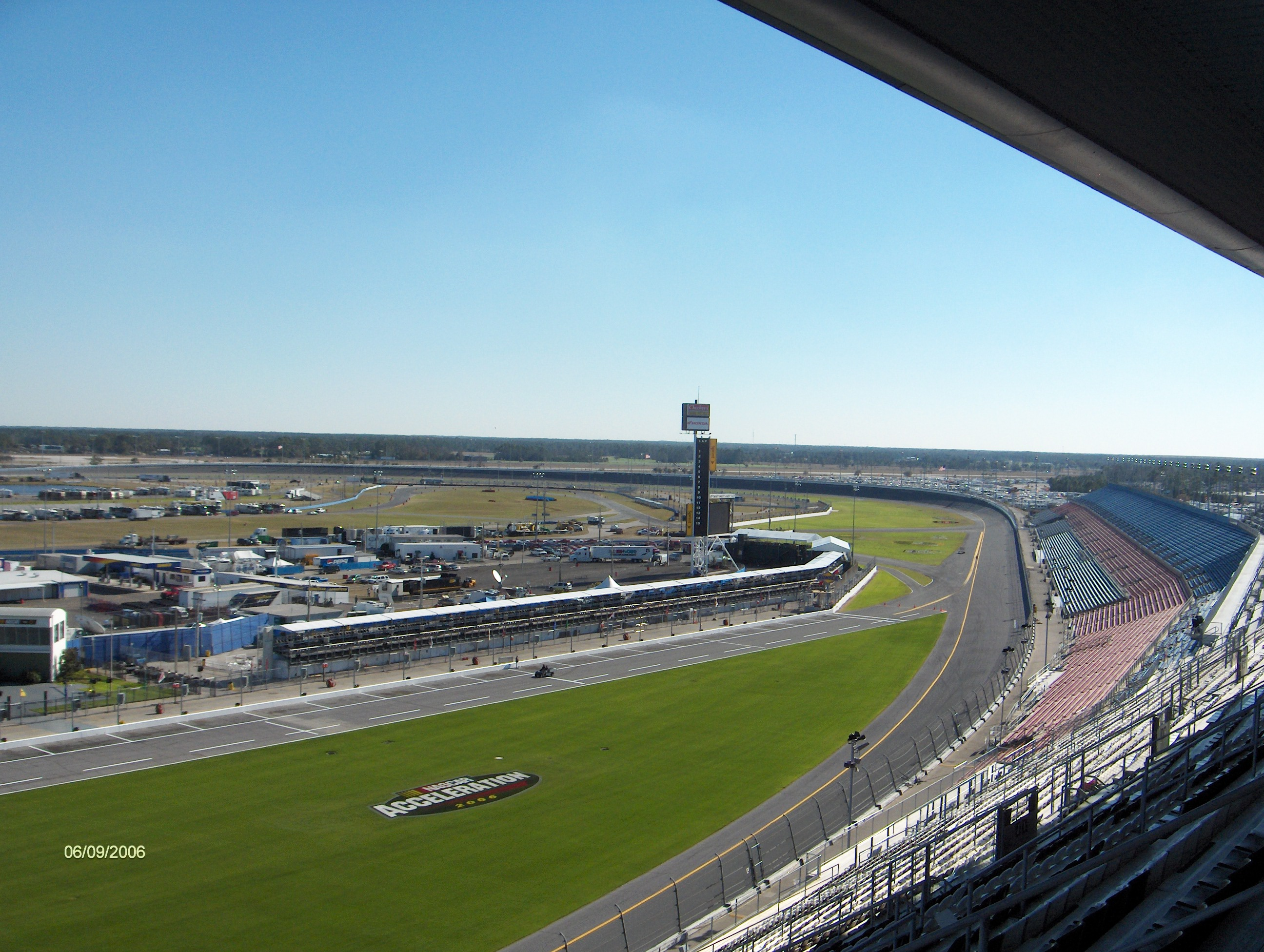
Daytona International Speedway.

De acordo com informação pela Sony em seu site oficial, o jogo tem 20 locais e 70 variações.
Durante os eventos promocionais têm enfatizado em determinados circuitos que foram importantes no desenvolvimento de Gran Turismo 5 , como o circuito de rua em Madrid (Curso do Sol), o circuito de Roma , bem como o circuito rally em Toscana. Também tem grande importância para a inclusão da pista de testes da Top Gear nesta versão.

## Modo online
Os recursos online do jogo foram encerrados em 31 de maio de 2014, incluindo a compra de DLCs.